# 蝴蝶車門
蝴蝶式車門（Butterfly doors）即原屬於超級跑車和原型賽車車門的一種樣式。將車門開啟後，呈現出「蝴蝶展開翅膀的樣貌」而得名。

## 概述
|  |  |  |

固定車門的活動機件置身於車體A柱部位，從下方往上方開啟車門後，使乘坐人員得以順利進出。

## 外部連結
- 麥拉倫汽車（McLaren Automotive）